# Saint Ann's Bay
Saint Ann's Bay is een kleine plaats aan de noordkust van het eiland Jamaica en de hoofdstad van de parish Saint Ann. 
St. Ann werd in de zevende eeuw reeds bewoond door de Arawak indianen. Columbus kwam bij zijn tweede reis in 1494 voor het eerst op Jamaica. Columbus gaf het huidige St. Ann de naam Santa Gloria. Sevilla la Nueva, de eerste Spaanse nederzetting op Jamaica lag even ten westen van het huidige St. Ann's Bay. 

## Partnersteden
- Gloucester (Verenigd Koninkrijk)

## Geboren
- Marcus Garvey (1887–1940), politiek activist voor burgerrechten zwarte bevolking, Nationale Held van Jamaica
- Burning Spear (1948), reggae muzikant en -zanger
- Shericka Jackson (1994), sprintster